# Isodictya verrucosa
Isodictya verrucosa är en svampdjursart som först beskrevs av Topsent 1913.  Isodictya verrucosa ingår i släktet Isodictya och familjen Isodictyidae. Inga underarter finns listade i Catalogue of Life.